# 祥福
祥福（穆麟德轉寫：siyangfu；？—1841年），馬佳氏，满洲正黄旗人。清代军事将领，

## 生平
親軍出身，嘉慶十五年（1810年），授鑾儀衛整儀尉。十七年（1812年），升任鑾儀衛治儀正。二十年（1815年），升任鑾儀衛雲麾使。二十五年（1820年），升任鑾儀衛冠军使。道光元年（1821年），兼充鑾儀衛總理堂務章京。二年（1822年），保舉卓異。三年（1823年），授湖南寶慶協副將。七年（1827年），調任永順協副將。授湖南寶慶協副將。十一年（1831年），俸滿，回京由兵部引見，奉旨回任原官。同年，於副將參將等第案內保列為第一等。
十二年（1832年），獲湖廣總督盧坤保舉足堪勝任陸路總兵。四月，湖南江華縣瑤民赵金龙起事，祥福被調赴軍營，率領镇筸、辰沅兵1,200名，跟随提督罗思举镇压進剿立有战功，俘獲與斬殺瑤兵六千餘人。七月，敘功，賞給克勇巴圖魯勇號。十三年（1833年）九月，俸滿引見，奉旨以卓異回任候升。隨後署理绥靖鎮總兵。十四年（1834年）三月，回永順協副將任。四月，丁父憂回旗守制。十五年（1835年）八月，奉旨署理甘肅寧夏鎮總兵。十六年（1836年），服闕，實授寧夏鎮總兵。十八年（1838年）正月，調授湖南鎮筸鎮總兵。
二十年（1840年），鸦片战争爆发，祥福率本镇兵从湖南开赴广东防守。二十一年（1841年）二月，虎门之战，祥福率兵驻扎虎門乌涌砲台。虎門砲台陷落后，英军继攻乌涌，祥福率部奋力抗击，与虎门同时陷落，祥福與廣東水師提督關天培先後战死，由兩廣總督琦善奏報，朝廷賜恤骑都尉世职，襲次盡時以恩騎尉世襲罔替，隨後諭賜祭葬，入祀京師昭忠祠。三月，诏与关天培於殉職地點建立专祠。子喜瀛，袭骑都尉世职。

## 延伸阅读
[在维基数据编辑]
 《清史稿·卷372》，出自趙爾巽《清史稿》